# 唐韋琪
唐韋琪（原名：彭美鳳，1967年11月18日—），香港女歌手及兒童節目主持人。於1986年及1988年參加第一屆與第三屆亞洲電視未來偶像爭霸戰落敗後，得到唱片監製許愿及趙增熹賞識而於1991年簽約寶麗金及更名而加入樂壇。

## 演出作品

### 電視劇（無綫電視）
- 1992年：沖天小子 飾 張倩儀

(ViuTV)
· 2019年：教束 飾 Miss Chan 

### 節目主持（無綫電視）
- 1995-2000年：閃電傳真機
- 2000-2004年：至NET小人類
- 2005-2007年：放學ICU

### 電影
- 廣東五虎之鐵拳無敵孫中山（耀榮電影公司出品）
- 超班寶寶（二友電影公司、漢文化電影公司出品）

## 發展

### 加入寶麗金前
1986年，她曾參加亞洲電視未來偶像爭霸戰落敗，後來1987年參加無綫電視及華星唱片合辦的新秀歌唱大賽晉身前五名止步。1988年再次參加第三屆未來偶像爭霸戰晉身總決賽止步。

### 寶麗金時期
1991年，唐韋琪得到唱片監製許愿及趙增熹賞識，簽約寶麗金而加入樂壇。
1992年3月，她在寶麗金推出個人大碟《唐韋琪》，歌曲包括《飄戀》、《Touch Me》、《夢中天使》（卡通片《長腿叔叔》主題曲）等，合唱的則有《夜已了》（和張港基合唱），而《夢中天使》就獲得1992年度兒歌金曲頒獎典禮的十大兒歌金曲獎項。
1994年，寶麗金替她推出單曲《問你心中想甚麼》及與陳永業合唱的《我懂溫柔》。《問你心中想甚麼》本是一首流行曲，但寶麗金刻意把它包裝為兒歌。同年末，她不滿寶麗金遲遲未為其推出新大碟（同年於同公司出道的湯寶如已推出四張大碟）而解約。

### 雅樂唱片時期
1995年，唐韋琪加入雅樂唱片，並參與兒童環保教育歌集──《白石嶺公園》的製作，灌錄了《送你一片陽光》、《媽媽教我唱的歌》、《A-Do-Dum-Dum》及《星星催眠曲》四首歌，其中《送你一片陽光》更得到了1995年度兒歌金曲頒獎典禮的十大兒歌金曲獎項。此年也是她歌唱事業的轉捩點──1995年之後，她只專注唱兒歌。同年，唐韋琪加入無綫電視兒童節目閃電傳真機當主持，至2007年退組，擔任兒童節目主持共12年，以資歷來算，她僅次於最資深的譚玉瑛（共主持32年）和蓋世寶（共主持18年）。

### 現時
2009年，她自組「韋琪娛樂製作」（Vikki Entertainment Company），推出《知己》EP，收錄她的2004年作品《習慣看好處》、2006年作品《健康跟住我》及2008年作品《知己》與其伴唱版本，但並未正式公開發售，只是宣傳品。
2010年，她和莫鎮賢、林楚麒等人在5月28日及5月29日合演音樂劇《我的80、90、千禧回憶音樂劇場》，並加入莫鎮賢旗下的經理人公司，同時開設「唐韋琪才藝訓練中心」，從事教育兒童歌唱及繪畫工作。
2014年，唐韋琪以音樂劇形式在九龍灣國際展貿中心Music Zone舉行《唐韋琪跨越時空兒歌演唱會》，演繹七十年代至今的兒歌，並邀得曾同在兒童節目《閃電傳真機》合作的前童星張裕東作幕後配音；黎瑞恩及蓋世寶則為演唱會嘉賓。同時，她表示自己仍然喜歡演唱兒歌。

## 音樂作品

### 唱片
| 專輯 # | 專輯名稱             | 專輯類型 | 發行公司       | 發行日期     | 曲目 |
| ------ | -------------------- | -------- | -------------- | ------------ | --- |
| 1st    | 唐韋琪               | 大碟     | 寶麗金         | 1992年3月    | 曲目 1. 飄戀 2. 看破 3. Touch Me 4. 夜已了（張港基合唱） 5. 戀人 6. 今晚不設防 7. 珍惜這夜晚 8. 從夏天開始 9. 夢中天使 10. 春雷                                          |
| 2nd    | 咕啦咕啦超級樂園     | EP       | 紅蘋果兒童音樂 | 1999年12月   | 曲目 1. 咕啦咕啦超級樂園 2. 非一般格鬥 3. 真的友情 4. 夢中天使 5. 咕啦咕啦超級樂園（伴唱音樂） 6. 非一般格鬥（伴唱音樂） 7. 真的友情（伴唱音樂） 8. 夢中天使（伴唱音樂） |
| 3rd    | 大家跟住唱（非賣品） | EP       | 現代音像       | 2003年6月4日 | 曲目 1. 大家跟住唱 2. 大家跟住唱（Vikki姐姐領唱版） 3. 大家跟住唱（大家合唱版）（羅貫峰、張美妮、劉家聰合唱） 4. 大家跟住唱（伴唱音樂）                                  |
| 4th    | 知己（非賣品）       | EP       | 韋琪娛樂製作   | 2009年       | 曲目 1. 習慣看好處 2. 健康跟住我 3. 知己 4. 習慣看好處（伴唱音樂） 5. 健康跟住我（伴唱音樂） 6. 知己（伴唱音樂）                                                         |

### 演唱會
- 2003年：《唐韋琪細路歌開心之旅》
- 2007年：《琪妙聖誕開心之旅演唱會》
- 2014年8月23日：《唐韋琪跨越時空兒歌演唱會》（2場）
- 2015年8月21－22日：《唐韋琪I See You 演唱會2015》（3場）
- 2017年12月16日：《唐韋琪好友迎聖誕演唱會》

### 單曲
- 1994年：《問你心中想甚麼》（內地電台南方生活廣播「流行南方粵語兒歌大匯」第5位）
- 1995年：《媽媽教我唱的歌》、《送你一片陽光》、《A-Do-Dum-Dum》、《星星催眠曲》、《朋友》
- 1996年：《活出我夢兒》
- 1997年：《驚人發現》
- 1998年：《口吃》、《一起真的很快樂》、《相依的心》、《小島烏吔吔》
- 1999年：《世界的笑聲》、《非一般格鬥》
- 2000年：《天才小魚郎》

2000年後，唐韋琪的歌曲版權都屬她自己，至2004年TVB旗下的正視音樂成立後，她亦未加入正視音樂，因此2004年後的歌曲版權都屬唐韋琪而非正視音樂。
- 2001年：《雪人不見了》、《Bili Bala為食王》
- 2002年：《小司機Noddy》（蓋世寶合唱）、《真的愛別忘記》
- 2003年：《童話故事》
- 2010年：《無煙城市》（莫鎮賢、我要高飛合唱）、《我可以》（卓慧玲合唱，香港復康力量活動《傷健共融樂繽紛》主題曲）
- 2014年：《成長的小說》（夢飛行合家歡劇團音樂劇《長腿叔叔》歌曲）
- 2015年：《瞬間轉移》、《新細代》、《夢中天使》（林愷鈴、Static合唱）
- 2017年：《終生守候》
- 2022年：《隨時發現愛》（改編自《新細代》）
- 2023年：《萬世韆鞦》

## 派台歌曲成績
| 派台歌曲成績     | 派台歌曲成績   | 派台歌曲成績 | 派台歌曲成績 | 派台歌曲成績 | 派台歌曲成績 | 派台歌曲成績                                         |
| ---------------- | -------------- | ------------ | ------------ | ------------ | ------------ | ---------------------------------------------------- |
| 唱片             | 歌曲           | 903          | RTHK         | 997          | TVB          | 備註                                                 |
| 1991年           |                |              |              |              |              |                                                      |
| 唐韋琪           | 夢中天使       | /            | -            |              |              | 動畫《長腿叔叔》粵語主題曲 流行南方粵語兒歌大匯：1   |
| 1992年           |                |              |              |              |              |                                                      |
| 唐韋琪           | 飄戀           | 17           | 12           |              | /            | OT：金素梅 ~ 某一個夜                                |
| 唐韋琪           | Touch Me       | 21           | -            |              | /            | OT：Fonda Rae ~ Touch Me（All Night Long）           |
| 1993年           |                |              |              |              |              |                                                      |
| 寶麗金未來的天才 | 問你心中想什麼 | /            | -            |              | -            |                                                      |
| 1994年           |                |              |              |              |              |                                                      |
| 移情別戀         | 我懂溫柔       | /            | -            | /            | /            | 與陳永業合唱                                         |
| 2015年           |                |              |              |              |              |                                                      |
|                  | 夢中天使       | -            | -            | -            | -            | 舊曲重唱 與林愷鈴、Static合唱 新城勁爆勵志‧兒歌榜：4 |
| 2023年           |                |              |              |              |              |                                                      |
|                  | 萬世韆鞦       | -            | -            | -            | -            |                                                      |

| 各台冠軍歌總數 | 各台冠軍歌總數 | 各台冠軍歌總數 | 各台冠軍歌總數 | 各台冠軍歌總數    |
| -------------- | -------------- | -------------- | -------------- | ----------------- |
| 903            | RTHK           | 997            | TVB            | 備註              |
| 0              | 0              | 0              | 0              | 四台冠軍歌總數：0 |

- 仍在榜上（*）

## 創作作品
- 唐韋琪《驚人發現》- 作曲（與高文合作）
- 唐韋琪《非一般格鬥》- 作曲
- 唐韋琪《大家跟住唱》（Vikki姐姐領唱版）- 作詞/作曲
- 唐韋琪、張美妮、劉家聰、羅貫峰《大家跟住唱》（大家合唱版）- 作詞/作曲
- 唐韋琪《健康跟住我》- 作曲

## 相關資料
- 新城勁爆兒歌頒獎禮
- 兒歌金曲頒獎典禮
- 長腿叔叔 (動畫)

## 外部連結
- 唐韋琪的新浪微博
- 唐韋琪開設的中心的Facebook專頁